# Soldat
Soldat (che significa "soldato" in molte lingue) è un gioco multiplayer 2D per Windows.
È uno sparatutto a scorrimento con visuale laterale, ispirato da Liero, Worms, Counter-Strike e Quake.
Il gioco è freeware, ma $15 (erano $9 prima dell'uscita di questa versione) sono richiesti per colorare le fiamme del jetpack, sbloccare interfacce personalizzate, possibilità di giocare con qualsiasi risoluzione dello schermo, minimappa per vedere gli alleati e altre opzioni aggiuntive.

## Modalità di gioco
Il giocatore controlla un soldato con capelli, colori della pelle e vestiti personalizzabili.
I giocatori hanno un jet pack che permette al soldato di volare per un breve periodo di tempo. Il carburante viene ricaricato automaticamente quando il giocatore non vola.
Solitamente si gioca on-line via Internet o via LAN, ma è possibile giocare offline contro bot controllati dal computer.
Ci sono 7 modalità di gioco:
- DeathMatch: Tutti contro tutti - Vince chi uccide più nemici
- PointMatch: Tutti contro tutti - Simile alla modalità DeathMatch, ma in più sulla mappa è presente una bandiera gialla, che può essere raccolta dai soldati: chi la possiede ottiene più punti per ogni uccisione. Se il soldato che porta la bandiera viene ucciso, questa viene rimessa in gioco e può essere catturata dagli altri giocatori.
- RamboMatch: Tutti contro tutti - Nella mappa è presente un oggetto aggiuntivo l'Arco di Rambo: chi lo raccoglie ottiene due potenti armi, e i suoi punti vita vengono rigenerati. Solo chi ha l'Arco ottiene punti per le uccisioni. Anche l'Arco, come la bandiera, può essere recuperato uccidendo il soldato che lo possiede.
- TeamMatch: Gioco a squadre - Fino a quattro squadre (chiamate Alpha, Bravo, Charlie, Delta) combattono tra loro per ottenere il punteggio più alto (dato dalla somma delle uccisioni di ogni componente della squadra)
- Capture the Flag: Gioco a squadre - Due squadre (Alpha e Bravo) posseggono ognuna una bandiera: scopo del gioco è catturare la bandiera avversaria e portarla nella propria base senza farsi rubare la propria.
- Infiltration: Gioco a squadre - Le due squadre Alpha e Bravo hanno ruoli diversi: lo scopo della squadra Alpha è entrare nel campo nemico e rubare la bandiera che vi si trova, ottenendo 30 punti; la squadra Beta, invece, deve proteggere la propria bandiera dai tentativi di furto da parte dei nemici, e il suo punteggio aumenta all'aumentare del tempo in cui la bandiera viene protetta.
- Hold the Flag: Gioco a squadre - Due squadre (Alpha e Bravo) si contendono la bandiera gialla. Vince la squadra che riesce a trattenere la bandiera per più tempo.

Esistono varie mini-modalità create dai fan di Soldat come ad esempio
- Dodgeball Basato su CTF, l'unica arma disponibile è il coltello e si gioca in mappe apposite, in cui le due squadre sono divise da un muro attraverso cui passano solo i coltelli
- Trenchwars Basato su CTF, il livello del jet pack è bassissimo o nullo, si gioca in mappe apposite distese in lunghezza. La modalità è ispirata alle guerre di trincea, come suggerisce il nome.
- Climbing Basato su CTF, di solito tutti i giocatori entrano in una squadra e devono arrivare alle bandiere superando ogni tipo di ostacolo. Si gioca in mappe apposite, senza o con pochissimo jetpack.

## Armi
Ci sono dieci Armi primarie, quattro Armi secondarie e diverse armi bonus.
| Primarie - Desert Eagles - HK MP5 - AK-74 - Steyr AUG - SPAS-12 - Ruger-77 - M79 - Barrett M82A1 - M249 (FN Minimi) - XM214 Minigun | Secondarie - USSOCOM - Combat Knife - Chainsaw - M72 LAW | Altre (bonus) - Pugni - Granate - Arco di rambo - Arco di rambo (frecce incendiarie) - Lanciafiamme - Granate a grappolo (Cluster) |

La potenza di ogni arma è basata sulla potenza dell'arma nella realtà per ottenere un realismo maggiore.
È possibile modificare questi valori agendo su un file, per giocare in modo molto personalizzato.

## Mappe
In Soldat le mappe sono 2D e basate su poligoni triangolari.
Esistono diversi tipi di mappa, per la modalità cui gioco di cui verrà usata.
I tipi di mappa sono riconoscibili dal prefisso della mappa:
DeathMatch (DM), Capture the Flag (CTF), Infiltration (INF), Hold the Flag (HTF), TeamMatch (TM o TDM), PointMatch (PM) e RamboMatch (RM)
In ogni mappa i poligoni hanno texture e sono presenti oggetti di scenario.
Esistono centinaia di mappe perché è possibile creare nuove mappe con software come MapMaker (open source ufficiale) e Soldat Polyworks.

## Bonus
In Soldat sono presenti sette bonus, o powerups che danno al soldato aiuti e lo potenziano.
- Medikit - Riporta la tua energia al livello massimo
- Granate - Ti dà il numero massimo di granate trasportabili
- Granate a grappolo (Cluster) - Dà tre granate cluster o a grappolo che esplodono al contatto con il terreno rilasciando pezzi esplosivi
- Giubbotto antiproiettile - Dà un giubbotto antiproiettile che ti ripara dalle armi.
- Flamegod - Sei immortale per 15 secondi e ottieni un lanciafiamme. Immortalità non disponibile nei giochi di squadra.
- Berserker - Per 15 secondi le tue armi diventano quattro volte più potenti e veloci.
- Predator - Diventi invisibile per 30 secondi e le tue armi sono silenziose. Ricorda però che il tuo sangue sarà visibile, e se sarai ferito gli altri potranno facilmente vederti.

## Versioni
La versione 1.4.1 include una serie di patch per Soldat e un sistema di aggiornamento automatico del gioco.
La versione 1.4 era inizialmente un bugfix della 1.3.1, e il suo numero di versione avrebbe dovuto essere 1.3.2, ma è stato deciso di saltare direttamente alla 1.4 dato che, oltre a correggere i bug, erano state aggiunte diverse nuove funzionalità (la minimappa, la risoluzione del gioco modificabile, un nuovo sistema di lobby, sistema anti-cheat BattlEye e decine di altre funzioni).
La versione 1.5 aggiunge nuove e interessanti funzionalità quali un maggiore supporto per le chat IRC, le chat vocali e altri comodi servizi per la comunità internazionale. Sono stati corretti innumerevoli bug e anche migliorato notevolmente il codice per il gioco in rete al fine di rendere le partite ancora più fluide. Sono stati apportati miglioramenti anche dal punto di vista grafico, è stato corretto il bilanciamento delle armi e sono state aggiunte nuove mappe.